# آلة نسخ ذاتي

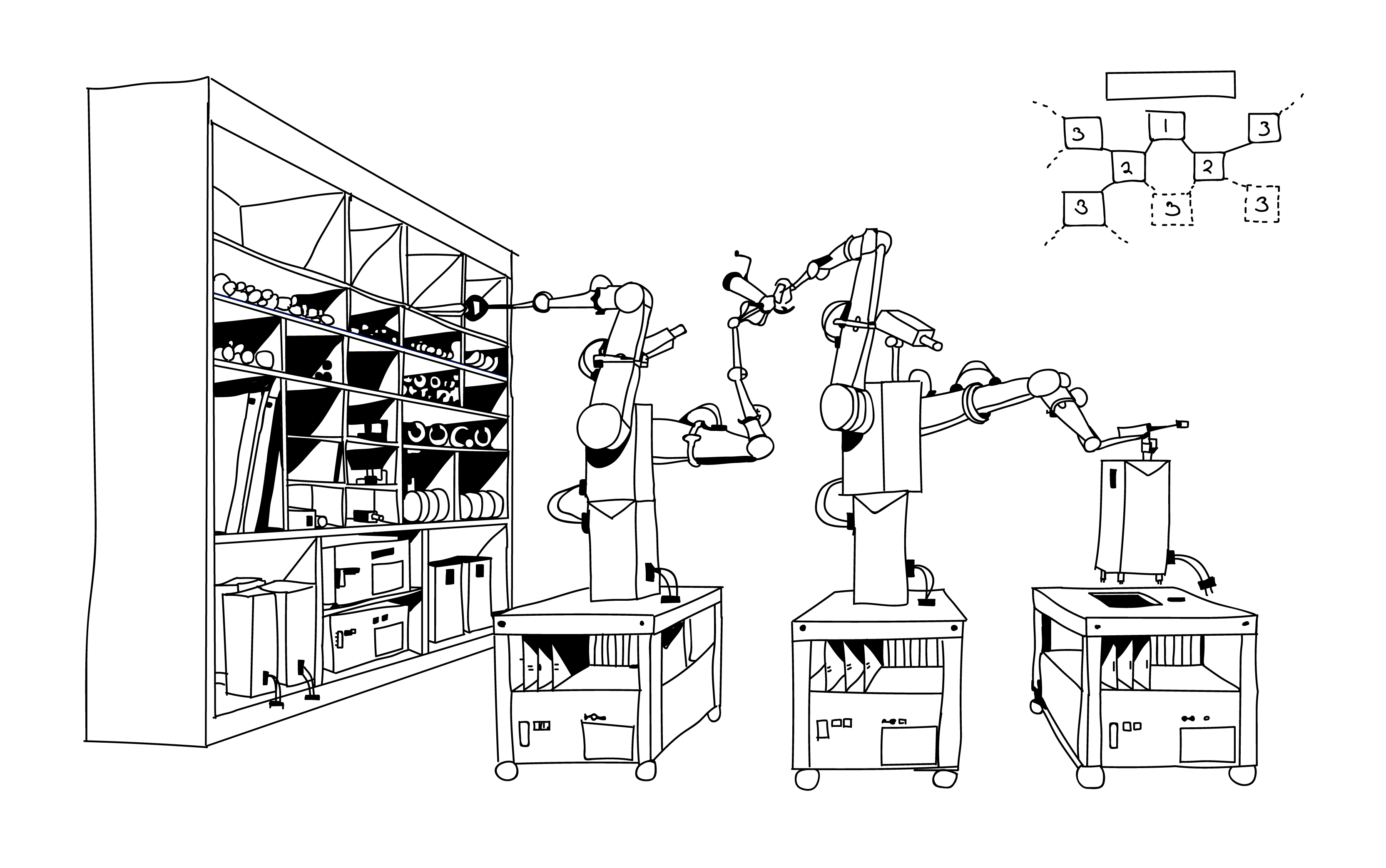
صورة بسيطة من آلات النسخ الذاتي.

آلات النسخ الذاتي هي نوع من الروبوتات المستقلة القادرة على إعادة إنتاج نفسها بشكل مستقل باستخدام المواد الخام الموجودة في البيئة، وبالتالي نسخ نفسها ذاتيًا بطريقة مماثلة للكائنات الحية في الطبيعة. طُور مفهوم آلات النسخ الذاتي من قِبل هومر جاكوبسون وإدوارد إف. مور وفريمان دايسون وجون فون نيومان ودُرس في الآونة الأخيرة من قِبل كاي. اريك دريكسلر في كتابه عن تكنولوجيا النانو، محركات التكوين، ومن قِبل روبرت فريتاس ورالف ميركل في بحثهما، آلات النسخ الذاتي الحركية، الذي قدم أول تحليل شامل لمساحة تصميم النسخ المتماثل. يعد التطوير المستقبلي لهذه التكنولوجيا جزءًا لا يتجزأ من العديد من الخطط التي تتضمن تعدين الأقمار وأحزمة الكويكبات لاستخراج الخامات والمواد الأخرى، وإنشاء مصانع على القمر، وحتى بناء أقمار صناعية تعمل بالطاقة الشمسية في الفضاء. يُعتبر مسبار فون نيومان أحد الأمثلة النظرية لمثل هذه الآلات. عمل فون نيومان أيضًا على ما أسماه المُنشئ العالمي، وهو آلة نسخ ذاتي يمكن أن تتطور قام نيومان بدراستها في بيئة أتمتة خلوية. من الجدير بالذكر أن مخطط التكاثر الذاتي الخاص بفون نيومان افترض أن التطور المفتوح يتطلب نسخ المعلومات الموروثة وتمريرها إلى الذرية بشكل منفصل عن آلة النسخ الذاتي، وهي فكرة سبقت اكتشاف بنية جزيء الحمض النووي من قِبل واطسون وكريك وآلية ترجمتها ونسخها بشكل منفصل داخل الخلية.
آلة النسخ الذاتي هي نظام اصطناعي ذاتي النسخ يعتمد على التكنولوجيا والأتمتة التقليدية واسعة النطاق. على الرغم من اقتراح المفهوم قبل 70 عامًا، لم تُنتج أي آلية نسخ ذاتي حتى الآن. توجد مصطلحات خاصة معينة في الأدبيات العلمية المتعلقة بالموضوع. مثلًا، استخدم دريكسلر مصطلح مكرر القعقعة لتمييز أنظمة النسخ العيانية عن الروبوتات النانوية الدقيقة أو «المجمعات» التي قد تتيحها تكنولوجيا النانو، ولكن المصطلح غير رسمي ونادرًا ما يُستخدم في المناقشات العامة أو التقنية. سُميت آلات النسخ الذاتي أيضًا باسم «آلات فون نيومان» نسبةً لجون فون نيومان، الذي درس الفكرة بجدية لأول مرة. مع ذلك، فإن مصطلح «آلة فون نيومان» غير دقيق ويشير أيضًا إلى بنية حاسوبية مختلفة اقترحها فون نيومان، وبالتالي لا يُنصح باستخدام هذه المصطلح حين تكون الدقة مهمة. استخدم فون نيومان مصطلح المُنشئ العالمي لوصف هذه الآلات ذاتية النسخ.
كان مؤرخو الأدوات الآلية، حتى قبل عصر التحكم العددي، يقولون أحيانًا بشكل مجازي أن الأدوات الآلية هي فئة فريدة من الآلات لقدرتها على «إعادة إنتاج نفسها» عن طريق نسخ جميع أجزائها. تتضمن هذه المناقشات ضمنيًا قيام الإنسان بتوجيه عملية تخطيط وبرمجة الآلات، ثم تجميع الأجزاء. وينطبق الشيء نفسه على آلات رب راب، وهي فئة أخرى من الآلات التي تشير إلى آلات «النسخ الذاتي» غير المستقلة. على عكس ذلك، فإن الآلات التي تتكاثر ذاتيًا بشكل حقيقي (مثل الآلات البيولوجية) هي الموضوع الرئيسي هنا.

## نظرة تاريخية
يعود المفهوم العام للآلات الاصطناعية القادرة على نسخ نفسها إلى مئات السنين على الأقل. مثال على ذلك هي حكاية الفيلسوف رينيه ديكارت، الذي اقترح على ملكة السويد كريستينا أن الجسم البشري يمكن اعتباره آلة؛ استجابت بالإشارة إلى ساعة وقالت له: «تأكد أنها تستطيع الإنجاب». هناك العديد من الروايات حول هذه القصة. اقترح صموئيل بتلر في روايته إريوان التي صدرت عام 1872 أن الآلات قادرة بالفعل على إعادة إنتاج نفسها، لكن الإنسان هو من برمجها على ذلك، وأضاف أن «الآلات القادرة على إنتاج آلات أخرى لا تعيد إنتاج آلات من نفس نوعها». في كتاب انطباعات ثيوفراستوس، المنشور عام 1879، نشر جورج إليوت سلسلةً من المقالات حول شخصية عالم خيالي يُدعى ثيوفراستوس. تكهن في مقال بعنوان «ظلال السباق القادم» حول الآلات ذاتية النسخ. سأل ثيوفراستوس نفسه: «كيف يمكن أن أعرف أن هذه الآلات لن تصبح في النهاية قادرةً على إنتاج نفسها أو تطوير نفسها وإصلاح نفسها والتكاثر».
في عام 1802 صاغ ويليام بالي أول حجة غائية معروفة عن آلات تنتج آلات أخرى، ما يثير الجدل حول حجة صانع الساعات إذا أُثبت أن الساعة تصنيع نسخ نفسها. بدأ جون برنال الدراسات العلمية لآلات النسخ الذاتي في عام 1929 بالإضافة إلى علماء رياضيات على غرار ستيفن كلاين الذي بدأ في تطوير النظرية الحاسوبية في ثلاثينات القرن العشرين. كان الدافع وراء أغلب هذا الأبحاث هو معالجة المعلومات والخوارزميات بدلًا من التطبيق العملي لمثل هذه الأنظمة. خلال خمسينات القرن العشرين، قُدمت اقتراحات للعديد من الأنظمة الميكانيكية البسيطة القادرة على النسخ الذاتي - لا سيما من قبل ليونيل بنروز.

### المركبات الفضائية ذاتية النسخ
اقتُرحت فكرة المركبات الفضائية ذاتية النسخ لأول مرة في الأدبيات العلمية في عام 1974 من قبل مايكل إيه. آربيب، لكن المفهوم ظهر في وقت سابق في روايات الخيال العلمي على غرار رواية بيرسيركر للكاتب فريد سابرهاجن أو رواية رحلة البيجل الفضائية عام 1950 للكاتب إيه. إي. فان فوجت. نُشر أول تحليل هندسي كمي لمركبة فضائية ذاتية النسخ في عام 1980 من قِبل روبرت فريتاس، حين عُدل تصميم مشروع ديدالوس ليشمل جميع الأنظمة الفرعية اللازمة للنسخ الذاتي. مثلت إستراتيجية التصميم استخدام مسبار لإرسال مصنع أساسي يزن نحو 443 طن إلى موقع بعيد، وجعل المصنع ينسخ نفسه لزيادة القدرة التصنيعية الإجمالية، ثم استخدام المجمع الصناعي الناتج لبناء المزيد من المسابير التي تمتلك مصنعًا أساسيًا على متنها.